# Урдон
Урдо́н (фр. Ourdon, окс. Ordon) — коммуна во Франции, находится в регионе Юг — Пиренеи. Департамент — Верхние Пиренеи. Входит в состав кантона Лурд-Эст. Округ коммуны — Аржелес-Газост.
Код INSEE коммуны — 65349.

## География

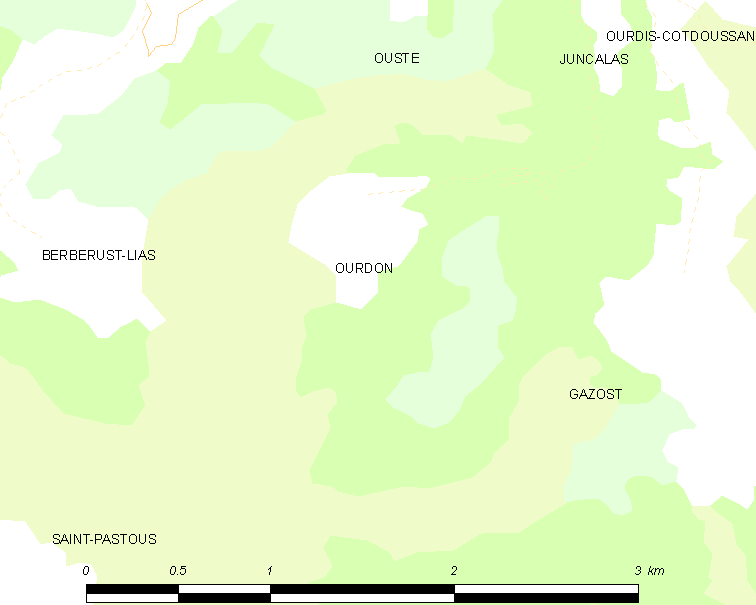
Карта коммуны

Коммуна расположена приблизительно в 680 км к югу от Парижа, в 135 км юго-западнее Тулузы, в 23 км к югу от Тарба.
Коммуна расположена в долине Кастеллубон. На востоке коммуны протекает река Нес (фр. Nés).

## Климат
Климат умеренно-океанический с солнечной тёплой погодой и обильными осадками на протяжении практически всего года.

## Население
Население коммуны на 2010 год составляло 11 человек.
| 1962 | 1968 | 1975 | 1982 | 1990 | 1999 | 2010 |
| ---- | ---- | ---- | ---- | ---- | ---- | ---- |
| 20   | 17   | 16   | 17   | 9    | 6    | 11   |

## Администрация
| Период | Период | Фамилия       | Партия       | Примечания |
| ------ | ------ | ------------- | ------------ | ---------- |
| 2008   | 2020   | Жан-Луи Крамп | беспартийный |            |

## Экономика
В 2010 году среди 9 человек трудоспособного возраста (15-64 лет) 7 были экономически активными, 2 — неактивными (показатель активности — 77,8 %, в 1999 году было 100,0 %). Из 7 активных жителей работали 6 человек (4 мужчины и 2 женщины), безработным был 1 мужчина. Среди 2 неактивных 0 человек были учениками или студентами, 1 — пенсионером, 1 был неактивным по другим причинам.